# Weinviertel
Le Weinviertel, littéralement "quartier du vin" (ce nom est usuel depuis maintenant un siècle), Pays sous le Manhartsberg ou arrondissement Unter-Manharts-Berg (abrégé au XIXe siècle en V. U. M. B. ou U.M.B.), est une région du nord-est de la Basse-Autriche. Le Weinviertel est la plus grande région viticole d’Autriche.

## Géographie physique
Les limites orientales du Weinviertel se confondent avec la frontière de l’Autriche et de la Slovaquie, qui suit le cours de la Morava. Au Nord, le Weinviertel est frontalier de la République tchèque, selon le cours de la Thaya. Le Manhartsberg, à l’est de la Kamp, marque les limites ouest du Waldviertel. Au Sud, le Weinviertel est limitrophe du Mostviertel et de l’Industrieviertel, séparé d'eux par le plateau de Wagram, le Danube et le Marchfeld.
Le Weinviertel est divisé en plusieurs districts : ceux de  Gänserndorf, de Hollabrunn, de Korneuburg et de Mistelbach. La juridiction de Kirchberg am Wagram, dépendant du district de Tulln, ainsi que quelques parcelles des districts de Horn, de Krems-Land et de Wien-Umgebung se trouvent aussi dans le Weinviertel.

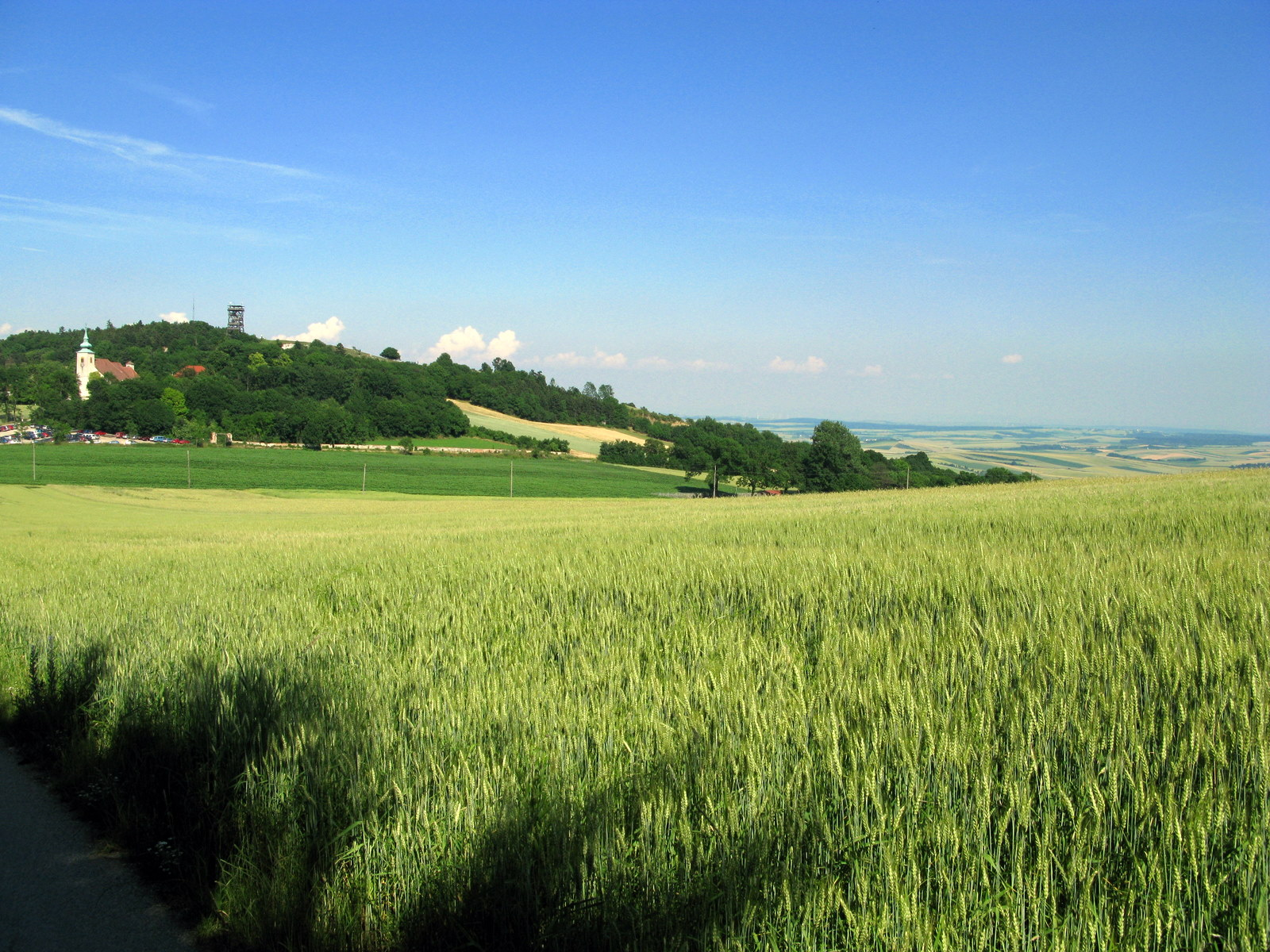
L’Oberleis à Ernstbrunn.
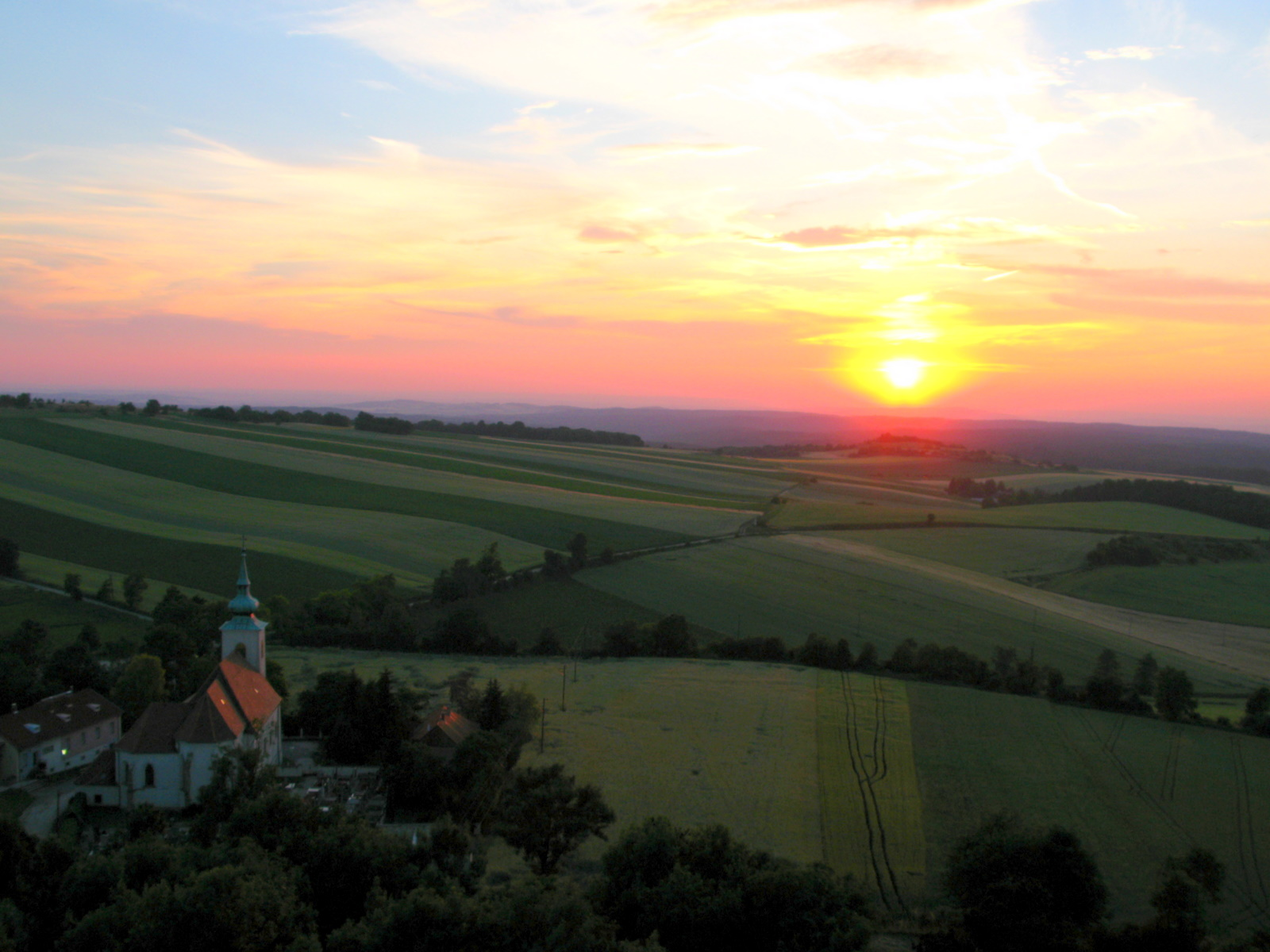
Coucher de soleil sur l'Oberleis, non loin d'Ernstbrunn.
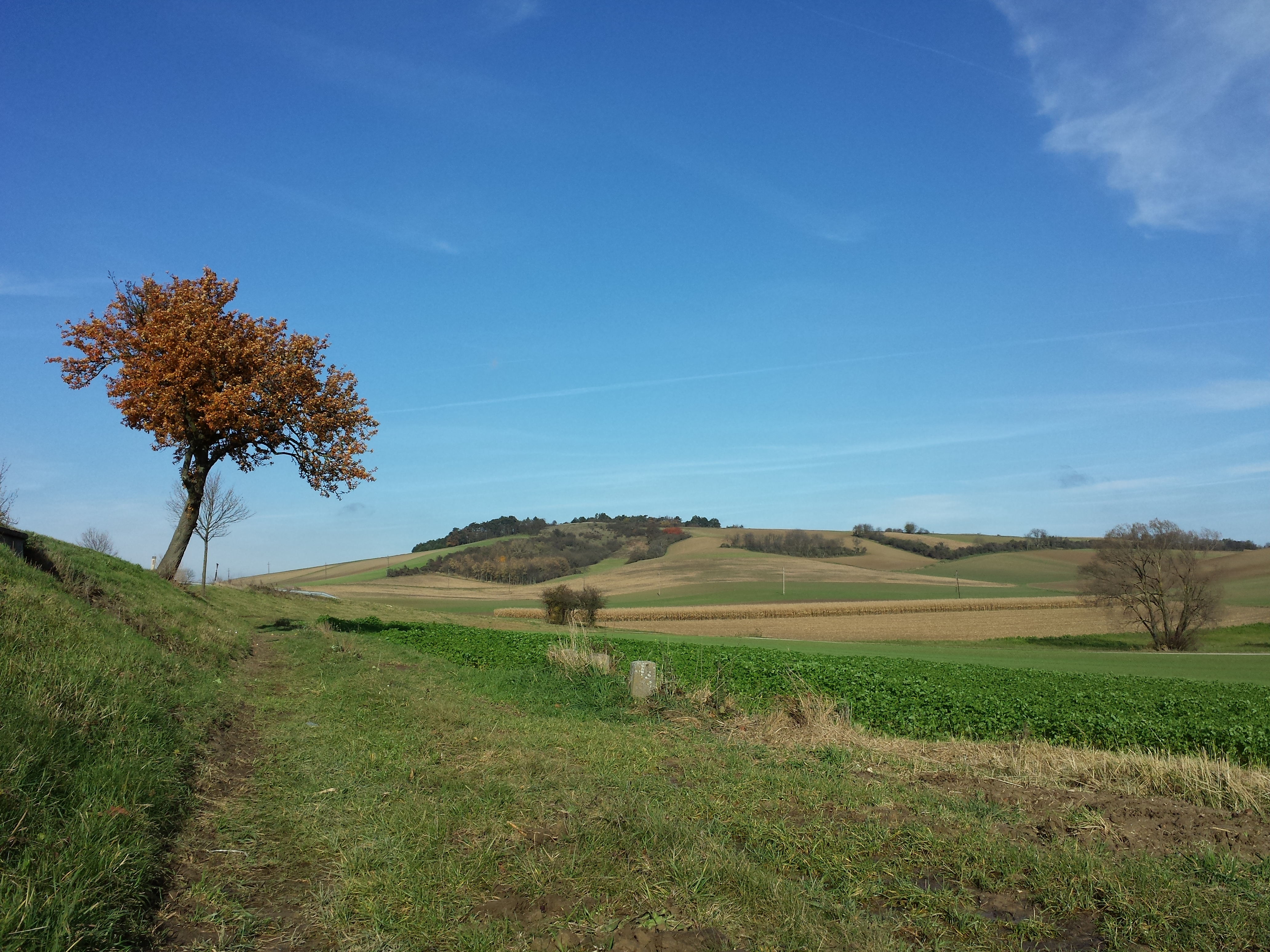
Malgré l'agriculture intensive, il subsiste au milieu des champs quelques collines formant une mosaïque bigarrée de prairies et de forêts.

### Géographie et climat
Le Weinviertel se trouve donc cerné au nord, à l’est et au sud par les vallées de la Thaya, de la Morava et du Danube. Les autres grandes rivières de la région sont le Göllersbach, le Hamelbach, la Pulkau, le Ruszbach, la Schmida, le Weidenbach et la Zaya. À l’ouest, le promontoire du Manhartsberg marque la transition vers le plateau  granitique d'Autriche. Le point culminant est le Buschberg (alt. 491 m).
Le Weinviertel est divisé selon un axe nord-sud par la « zone du Waschberg » (Rohrwald, monts de Leise, falaises de Staatz et  monts de Falkenstein) : à l’ouest le bassin de molasse aux collines marécageuses et aux larges vallées en auge ; à l’est le nord du bassin de Vienne et le Marchfeld.
Le Weinviertel appartient à la région sèche de Pannonie, caractérisée par des hivers froids et des étés chauds. La température moyenne annuelle à Retz est de 10,3 °C ; à Poysdorf, de 10,4 °C. Le volume moyen annuel des précipitations oscille entre 500 et 600 mm d’eau. Le manteau neigeux à Retz tient environ 30 jours et on y enregistre en moyenne 81 jours de gel, alors qu’à Poysdorf la durée de la couverture neigeuse n’est que de 25 jours avec 87 jours de gel. La durée d’ensoleillement annuelle à Retz est d'environ 1900 heures, et à Poysdorf de 2 000 heures.
| Mois                                | jan. | fév. | mars  | avril | mai   | juin | jui.  | août  | sep. | oct.  | nov. | déc. |
| ----------------------------------- | ---- | ---- | ----- | ----- | ----- | ---- | ----- | ----- | ---- | ----- | ---- | ---- |
| Température minimale moyenne (°C)   | −4,2 | −3   | 0,6   | 4     | 8,9   | 11,7 | 13,7  | 13,8  | 10,3 | 5,7   | 0,6  | −2,6 |
| Température moyenne (°C)            | −2   | −0,6 | 3,7   | 7,9   | 13,2  | 16,1 | 18,2  | 18,2  | 13,8 | 8,6   | 2,6  | −0,6 |
| Température maximale moyenne (°C)   | 0,7  | 2,6  | 8     | 13    | 18,5  | 21,4 | 23,8  | 24    | 18,8 | 12,8  | 5,4  | 2    |
| Ensoleillement (h)                  | 55,8 | 86,8 | 130,2 | 177   | 232,5 | 225  | 235,6 | 238,7 | 168  | 130,2 | 60   | 43,4 |
| Précipitations (mm)                 | 25,1 | 23,6 | 30,3  | 39,6  | 59,6  | 74,1 | 68,4  | 51,1  | 48,9 | 32,8  | 38,1 | 28,7 |
| Nombre de jours avec précipitations | 6,3  | 6,1  | 7     | 7,5   | 8,6   | 9,4  | 9,5   | 8     | 7,1  | 6     | 7,7  | 7,4  |

### Hydrographie

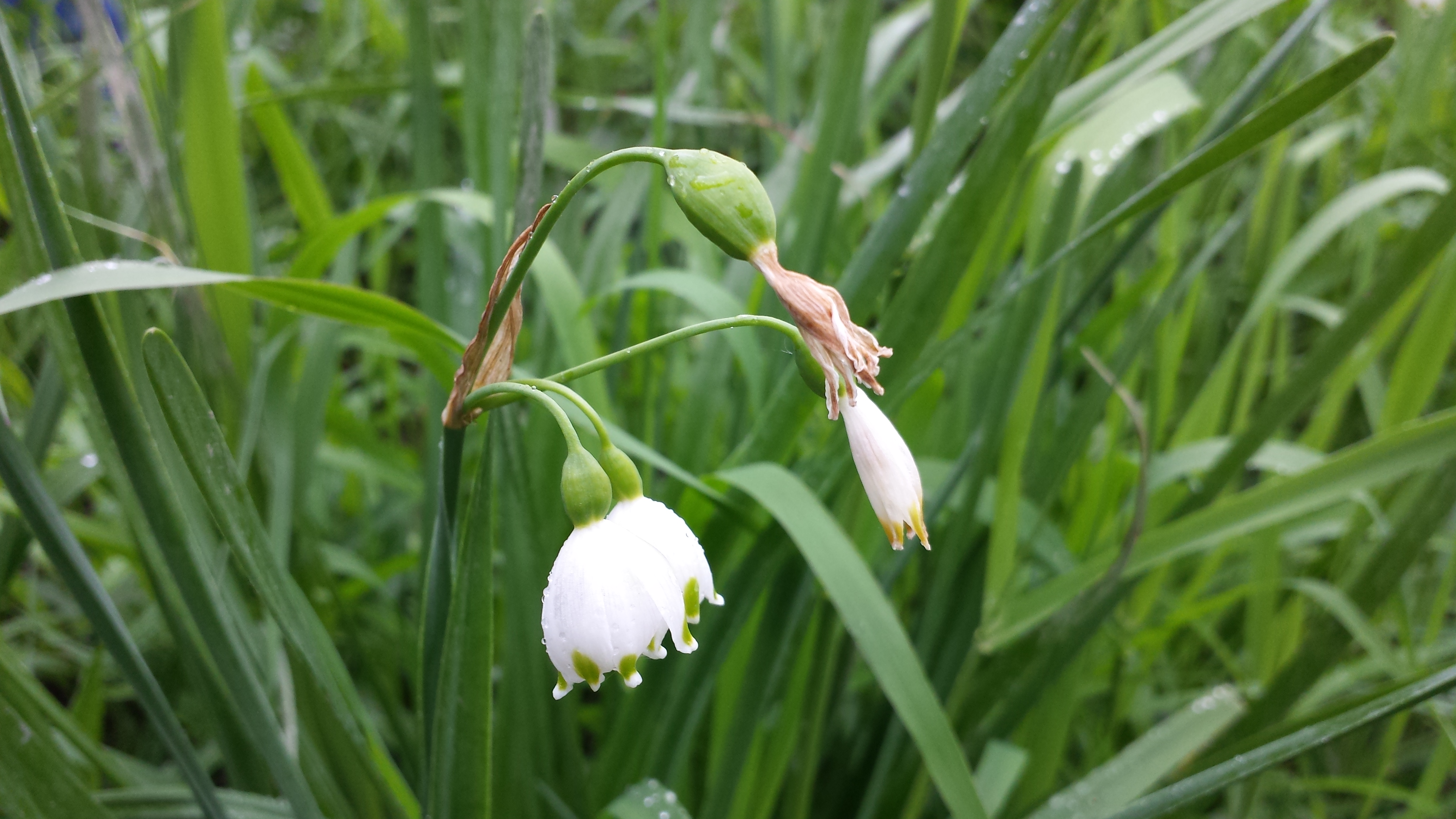
Nivéole d'été dans le lit majeur de la Morava.

Le faible volume des précipitations fait qu'aujourd'hui il ne subsiste que peu de zones humides, et la région passe pour relativement sèche ; mais il n'en a pas toujours été ainsi : naguère le biotope sec se confinait aux collines, et les fossés parallèles au lit du Pulkau, de la Thaya, de la Zaya, de la Schmida, du Göllersbach, du Weidenbach, du Stempfelbach, du Ruszbach et d'autres ruisseaux formaient des marais à roselière. Puis à la fin du Moyen Âge, l'homme traça des canaux d'irrigation, des fossés défensifs et des rigoles de moulin, ou étendit artificiellement ces marais pour en faire des étangs de pêche. Si les premiers étangs de pêche remontent à la fin du XIVe siècle, la majorité d'entre eux ont été creusés aux XVe et XVIe siècles. À l'apogée de l'activité de pêche, au XVIIe siècle, l'étendue des marais du Weinviertel dépassait même celle du Waldviertel, et encore vers le milieu du XVIIIe siècle, 64 % de la superficie du Weinviertel était consacrée à la pêche, quand le Waldviertel n'y consacrait que 31,5 %. L'énergie hydraulique a été intensément exploitée par les moulins : le long de la seule Zaya, on en comptait 50, soit en moyenne un tous les 1 200 m. L'économie vivrière des marais fut bouleversée par la révolte de Bohême et ne se remit jamais de ces événements : l'exploitation des rivières n'était plus rentable. La pisciculture ne subsiste qu'à Bernhardsthal, Katzelsdorf et Nexing, alors que dans le Waldviertel voisin, la stérilité des sols a favorisé son développement. Vers la fin du XVIIIe siècle, on commença à assécher et remblayer les marécages. Les fleuves et ruisseaux furent dégradés au rang d'égouts, et à cette fin on les rectifia pour augmenter leur débit. Ces travaux étaient censés protéger les villages des crues et surtout favoriser le développement d'une agriculture intensive. Les prairies humides, naguère entretenues par le pacage de chevaux et de bovins, ont été drainées dans le cadre de la modernisation de l'agriculture. Cette mutation de l'activité humaine a réduit de façon draconienne le nombre de zones humides. Amorcé par quelques grands propriétaires au XVIIIe siècle, les travaux de drainage, largement financés au XIXe et au XXe siècle par la région, ont affecté la plus grande partie du territoire (près de 14 000 ha. Pour rendre les parcelles accessibles aux plus gros engins agricoles, on a déplacé les plus petites infrastructures : parcelles enherbées, terrasses, espaces verts et bois ce qui a diminué la capacité de rétention d'eau de nappe et favorisé l’érosion des sols. Même les abreuvoirs et les mares conservées pour récupérer de la glace ont été supprimés : de ce fait, la nappe superficielle s'est nettement abaissée, faisant du Weinviertel un terroir en assèchement continu. Des habitats ont été détruits, provoquant la disparition de certaines espèces. Comme les zones humides et les fossés servent de casiers de rétention lors des crues, permettant de retarder la survenue des ondes de submersion, cette évolution a aggravé les inondations en plusieurs endroits. C'est pourquoi, depuis la fin du XXe siècle on a tenté (avec la contribution financière du Land) d'améliorer l'état écologique et hydrologique par la construction de plusieurs bassins de rétention, le creusement de fossés et la rehausse de digues et de plusieurs édifices du lit majeur.

### Faune et flore

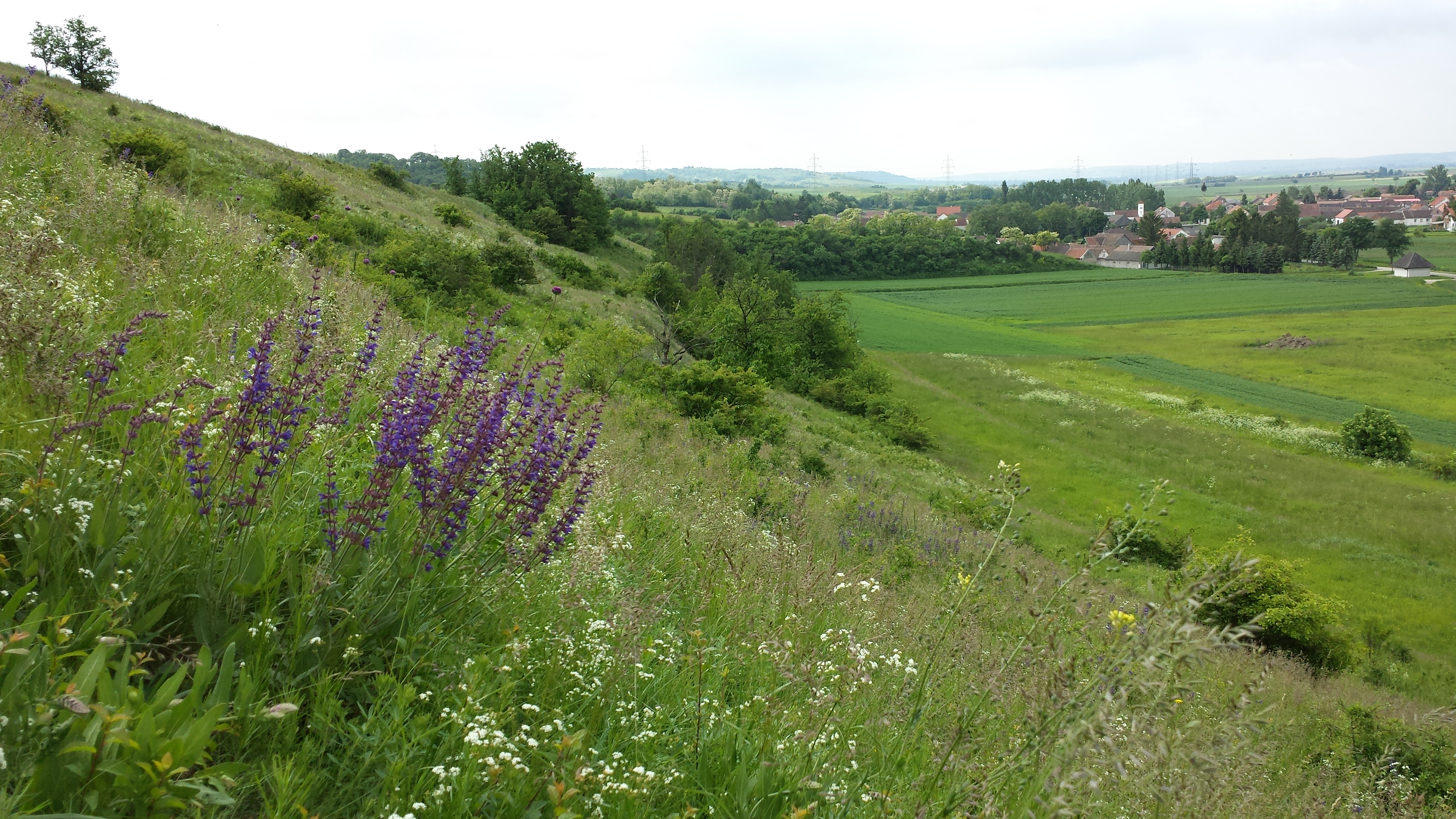
Les prairies à lœss, comme celles de la zone naturelle du Mühlberg à Goggendorf, abritent une flore variée, typique de la plaine de Pannonie.

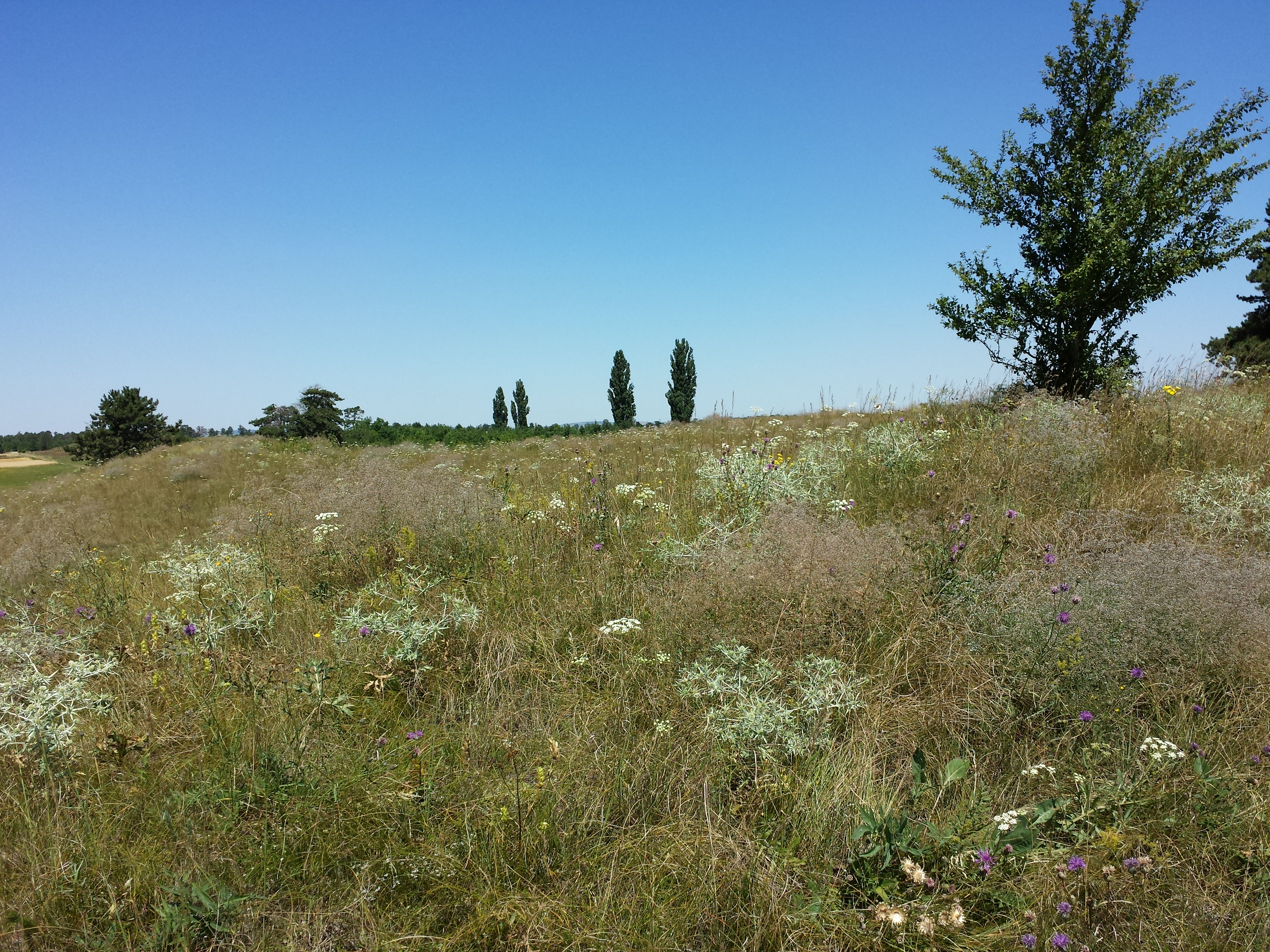
Il pousse sur les dunes fluviatiles d'Oberweiden une flore spécifique comprenant plusieurs espèces menacées d'extinction en Autriche.

Du point de vue de sa flore, le Weinviertel se rattache à l’écosystème de Pannonie, qui est l'une des trois composantes de l'écosystème ponto-sibérien. Sa végétation, d'un genre unique, est nettement différente de celle de l'ouest de l'Autriche. Outre des essences florales spécifiques à la plaine de Pannonie (par ex. l’armoise des steppes sur le Bisamberg), on trouve des espèces dont l'aire de répartition, conséquence ultime de la dernière glaciation, est nettement plus à l'est du continent eurasiatique : par ex. le crambe tataria à Ottenthal. On y retrouve également une influence méditerranéenne, dans la mesure où les étés secs et chauds de cette plaine sont favorables à certaines espèces subméditerranéennes comme le chêne pubescent et la fraxinelle. Sans la présence de l'homme, la région se boiserait certainement naturellement, mais les défrichements et l'exploitation multiséculaire du terroir (bûcheronnage, élevage) ont dénudé le paysage. L'élevage extensif de bétail d'abattage a favorisé la formation de steppes secondaires, qui ont en grande partie disparu avec l'agriculture intensive et la mécanisation au cours de la seconde moitié du XXe siècle. Ce n'est d'ailleurs pas uniquement la sécheresse relative du climat, mais aussi un contexte pédologique particulier qui conditionnent la végétation : une grande partie du Weinviertel est recouverte de lœss, un dépôt éolien de sédiment apparu au cours des glaciations. Le long du Waschberg, le sol est calcaire, et favorise la croissance d'un substrat steppique et un relief étale. La dernière glaciation a abandonné à travers le Marchfeld des moraines sablonneuses, que le charriage a dispersées, et sur lesquelles prospère une végétation d'arénacées spécifique (par exemple les dunes d'Oberweiden). On trouve encore à Zwingendorf et Baumgarten an der March de curieuses mers de sable, recouvrant un substratum acide,,.
Par adaptation à cet environnement, la faune du Weinviertel se distingue elle aussi de celle de l'ouest du pays : en Autriche, ce n'est que dans le Weinviertel qu'on rencontre le hérisson de Roumanie (Ostigel en allemand), à plus de 200 km de son aire de répartition, concurrencé ailleurs par le hérisson commun (Westigel).

## Géographie humaine
Outre la viticulture, l'économie de la région repose sur le secteur agroalimentaire et diverses branches comme l'industrie des matériaux de construction, la chimie et l'extraction de pétrole et de gaz naturel par OMV à l'est, sur les puits de Neusiedl an der Zaya, de Zistersdorf, de Matzen, d’Auersthal et de Prottes. En raison de la proximité de Vienne, de nombreux résidents travaillent dans la capitale.

### Les vignobles
Le climat de Pannonie et ses terres à lœss font du Weinviertel un terroir particulièrement adapté aux vignobles. Avec près de 15 800 ha, c'est la plus grande région de vignoble d’Autriche. Les vignobles les plus étendus sont ceux de Retz, de Falkenstein, de Poysdorf et des collines de Matzend, de Wolkersdorfer en Haute-Leithanie, de Hagenbrunn et du Bisamberg.
Les cépages les plus représentés sont :
- Grüner Veltliner
- Pinot blanc
- Welschriesling
- Zweigelt
- Portugais bleu

Depuis 2003, le Weinviertel bénéficie d'une AOC : Districtus Austriae Controllatus s'appliquant au cépage du Grüner Veltliner, à la saveur poivrée typique.

## Histoire

### Préhistoire et Antiquité
En comparaison avec le reste de l'Autriche, le Weinviertel peut s'enorgueillir d'un riche patrimoine préhistorique et antique. Sans doute, cela tient aux conditions climatiques favorables et à la fertilité du sol (principalement des tchernozioms et des terres à lœss). Mais ce territoire s'est surtout trouvé au carrefour de deux voies maîtresses de l’Europe antique : la Route de l'ambre et la vallée du Danube, ce qui en a fait un lieu d'échange culturel privilégié. Les premiers vestiges d'occupation humaine remontent à l'époque de la dernière glaciation donc se rattachent aux cultures paléolithiques (Aurignacien et Gravettien). Comme ces vestiges sont généralement enfouis sous d'épaisses couches de lœss, leur découverte est le plus souvent le fait du hasard. Les sites les plus riches à ce jour sont ceux de Großweikersdorf et de Stillfried. En ce qui concerne la fin du paléolithique et la transition vers la révolution agraire du Néolithique, on n'a retrouvé jusqu'à présent de vestiges qu'à Ebendorf près de Mistelbach et sur le Bisamberg, alors que le néolithique (à partir de 5000 av. J.-Chr.) est représenté par d'innombrables sites. La Culture rubanée se retrouve à elle seule sur de nombreux sites, par exemple à Grafensulz ; puis viennent la céramique décorée au poinçon (Grafensulz, Großmugl), la culture morave de Lengyel (Wetzleinsdorf) et de nombreux autres sous-groupes du néolithique final, comme la Culture campaniforme (à Laa-an-der-Thaya).

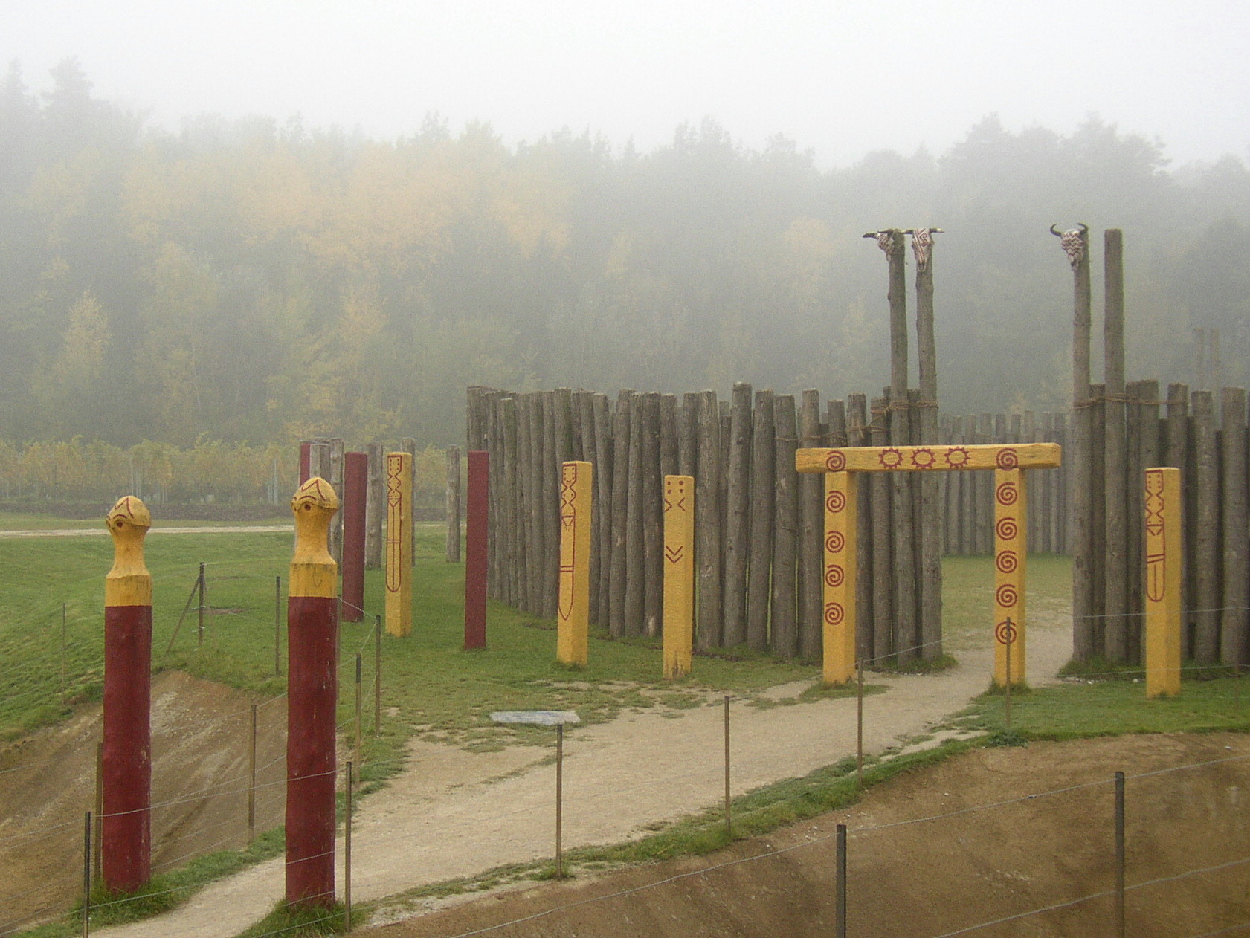
Reconstitution des cercles mégalithiques au Heldenberg.

La Culture de Lengyel a été identifiée par de nombreux objets votifs (idoles anthropomorphes et zoomorphes) et par les cercles mégalithiques. La culture de l’âge du Bronze, qui apparaît vers 2000 av. J.-Chr. est bien représentée sur tout le territoire. La culture antique d'Aunjetitz et Veterov (sites de Großmugl et de Zellerndorf) y présente des vestiges de facture classique. On connaît l’âge du Bronze moyen surtout par les tessons de poterie, tels ceux de Maisbirbaum. Des tumulus de l’âge du Bronze moyen (vers 1600 av. J.-Chr.) ont été mis au jour dans les environs de Gaweinstal. L’âge du Bronze final (Civilisation des champs d'urnes) est représenté, pour les strates les plus anciennes, par les sépultures de Baierdorf et de Pleissing ainsi que par le dépotoir de céramiques de Großmeiseldorf. Les vestiges des strates les plus récentes du bronze final (dits « type Stillfried ») ont été retrouvés sur le site du barrage de Stillfried, notamment dans des tombes. L’Âge du fer ancien (Civilisation de Hallstatt), apparu vers 750 av. J.-Chr. se signale dans le Weinviertel surtout par de nombreux tumulus princiers (par ex. à Großmugl et Niederhollabrunn). Le dernier Âge du fer (La Tène) est bien représenté par les riches dépôts de Leopoldau, de Bernhardsthal et de Laa-an-der-Thaya. On a mis au jour à Ladendorf tout un village avec sa forge, mais le foyer de la région paraît avoir été l'oppidum d'Oberleis, en raison du nombre de bijoux et de monnaies qu'on y a découverts. Cependant le plus ancien atelier de battage de monnaies attesté au nord du Danube est probablement celui de Roseldorf, à Sitzendorf.
L'arrivée des peuplades germaniques, au cours du Ier siècle de l'ère chrétienne, apporta un bouleversement des cultures du nord de la Basse-Autriche. Les Marcomans et les Quades, qui s'établirent dans la région, semblent avoir vécu paisiblement et en harmonie avec les autochtones celtes, au point même que les artefacts de facture proprement celtique soient à peine représentés. L'ancienne archéologie (celle d'avant les années 1960) considérait qu'outre des Celtes, l'Autriche antique était aussi peuplée d'Illyriens ; toutefois les données les plus récentes viennent réfuter ce point de vue, puisqu'il est désormais établi que sur le territoire de l’Autriche actuelle, aucun site ne peut être valablement rattaché à une culture illyrienne.
L'occupation de la rive Nord du Danube mit les Germains au contact direct des Romains, qui depuis les conquêtes de l'empereur Auguste s'étaient rendus maîtres de la rive sud (Rhétie, Norique et Pannonie). Les rapports tantôt belliqueux, tantôt pacifiques entre ces deux civilisations, tout au long de quatre siècles, marquèrent la culture de ces peuples. On reconnaît l'installation des tribus germaniques (au Ier siècle) par les sites de Baumgarten an der March, de Mannersdorf an der March, Gaweinstal et Mistelbach, pour n'en citer que quelques-uns. Les villages germains des IIe et IIIe siècles sont déjà distribués sur toute l'étendue du Weinviertel, mais ils se concentrent majoritairement le long de la Morava et de la Thaya. L'influence romaine apparaît surtout au IVe siècle avec les céramiques en lamelles et les motifs à ondulations typiques, et surtout dans les infrastructures dégagées à Stillfried, Oberleis et Niederleis, Grafensulz et Michelstetten. L'époque des Grandes invasions, aux Ve et VIe siècles, n'est pratiquement connue que par des tombes : ce sont par exemple les riches sépultures d’Untersiebenbrunn et de Laa/Thaya, qui peuvent être attribuées à la culture wisigothique. Vers la fin du Ve siècle, une nouvelle vague de Germains, les Lombards, fait irruption en Basse Autriche : dans le Weinviertel, ils ont laissé les tombes d’Aspersdorf, Hollabrunn et de Poysdorf. Le départ des Lombards en Pannonie, au milieu du VIe siècle, laissait la place à de nouvelles populations. On attribue un petit cimetière du Mistelbach et quelques vestiges (à Oberleis) aux Avars. Certains vestiges, peu nombreux, pourraient se rattacher aux proto-slaves. On a retrouvé des maisons et des sépultures du VIIIe siècle, que la forme caractéristique des tessons invite à rattacher à une tribu agraire sorabe, avec une influence magyare perceptible : un tesson de récipient de Staatz-Kautendorf, et certains toponymes (Ungerndorf, Schoderlee, Fallbach et Gaubitsch) font pencher dans cette direction.

### Moyen Âge

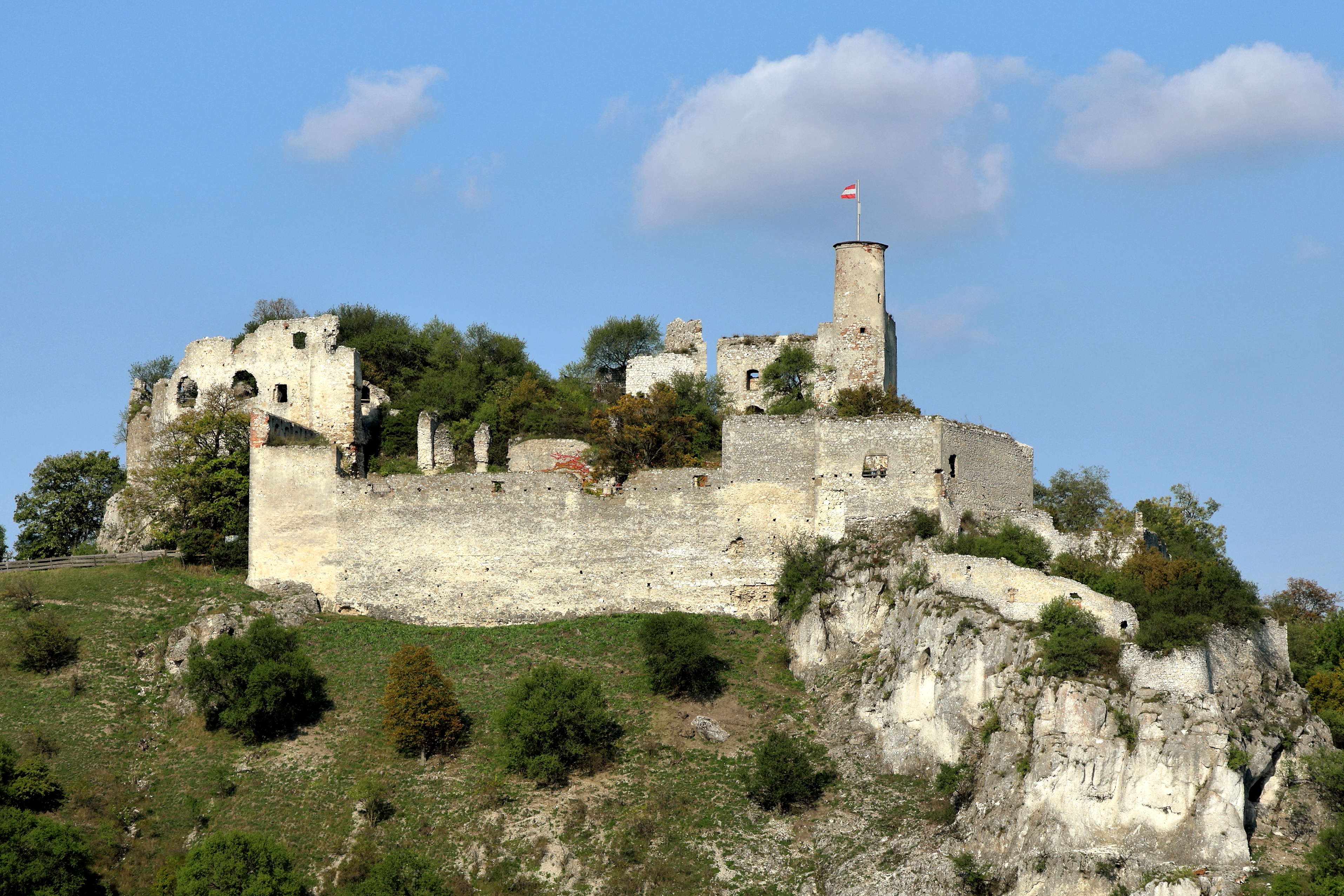
château de Falkenstein, datant des années 1050.

Ainsi, parmi les différents peuples qui ont transité par le Weinviertel vers la fin de l'époque des Grandes invasions, il y eut les Lombards, qui allaient fonder un important royaume dans le Nord de l'Italie. Les annales sont silencieuses sur ce point, bien qu'à l'époque le Weinviertel dût être sous l'influence du royaume de Grande-Moravie en pleine croissance, et l'on peut soupçonner l’existence de villages Slaves. Diverses trouvailles archéologiques semblent aussi révéler l'existence de villages avars. Puis à partir du VIIIe siècle, l'arrivée des Bavarii marqua le début de la colonisation franque. Charlemagne infligea aux Avars une défaite décisive dans la plaine de Pannonie, donnant à l'expansion franque vers l'Est un nouvel élan. Au cours des vicissitudes traversées par l’empire carolingien, le Weinviertel subit tantôt l'influence des Bavarii, tantôt celle de Slaves et de Magyars, jusqu'à ce que la bataille du Lechfeld et la défaite des Magyars, en 955, impose définitivement le Saint-Empire romain germanique. Il y eut dans la vallée du Kamp (Gars am Kamp) du début du IXe siècle au milieu du Xe siècle une principauté slave vassale des Francs, finalement anéantie par les Magyars.
Le choix des Babenberg de Franconie comme margraves de la Marche de l'Est (976) permit un développement plus régulier et plus pacifique de la vallée du Danube, et finalement des vallées adjacentes.
C'est vraiment à partir de l'an mil que l'on constate la colonisation et la mise en culture de toute l'étendue du Weinviertel. À compter de ce moment, un appareil administratif rédige des diplômes qui sont autant de sources historiques. Le Weinviertel n'en demeurait pas moins sous la menace constante de pillages à l'initiative de Magyars et surtout de Tchèques du Nord ; d'ailleurs, à la bataille de Mailberg, une armée autrichienne fut défaite par une armée tchèque beaucoup plus nombreuse.
Les Croisades ont bénéficié de curieuse façon au Weinviertel: alors qu'il retournait de Palestine en Angleterre, le roi Richard Cœur de Lion fut capturé par le duc Léopold V de Babenberg et libéré contre rançon. Avec l'argent de cette rançon, le duc Léopold fit fortifier la frontière Nord de son duché, par les châteaux forts de Drosendorf, de Laa an der Thaya etc.
Avec l'extinction de la lignée des Babenberg, l’Autriche devint la pomme de discorde des dynasties européennes. Matthias Corvin, jeune roi de Hongrie, et déjà avant lui Ottokar II de Bohême, tentèrent d'accroître leurs terres en épousant une princesse de Babenberg. Finalement Přemysl Ottokar II de Bohême parvint à s'imposer sur le trône, avant d'être défait à la Bataille du Marchfeld (1278) par le roi des Romains Rodolphe de Habsbourg. En 1282, les fils de Rodolphe de Habsbourg, Albert Ier et Rodolphe II se partagèrent la couronne ducale d'Autriche : ainsi, le Weinviertel passa dans le domaine des Habsbourg.
La situation n'était pourtant rien moins que pacifique : l'autorité indiscutée des princes de Luxembourg en Bohême et en Moravie se faisait ressentir jusqu'au Weinviertel, et c'est là, entre autres, que se déroulèrent les guerres hussites. Ce n'est qu'avec l'union princière d'un Habsbourg avec une princesse de Luxembourg que le Weinviertel put être reconnu comme un foyer des Habsbourg. Sous le règne de l'empereur Maximilien Ier, il s'y ajouta la Hongrie.

### Ère moderne

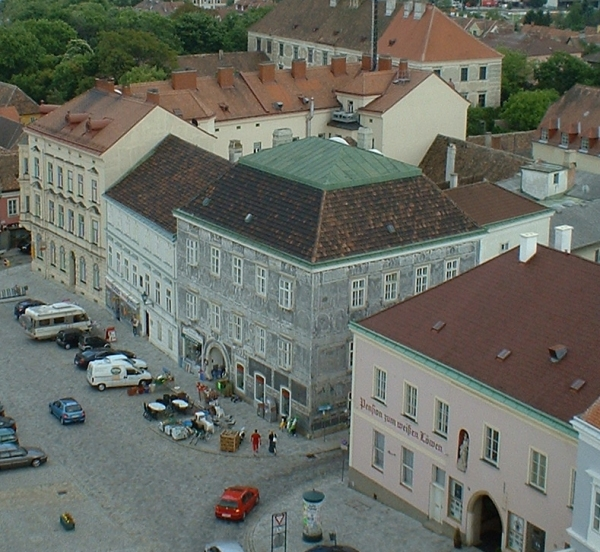
Maison de la Renaissance ornée de sgraffites à Retz.

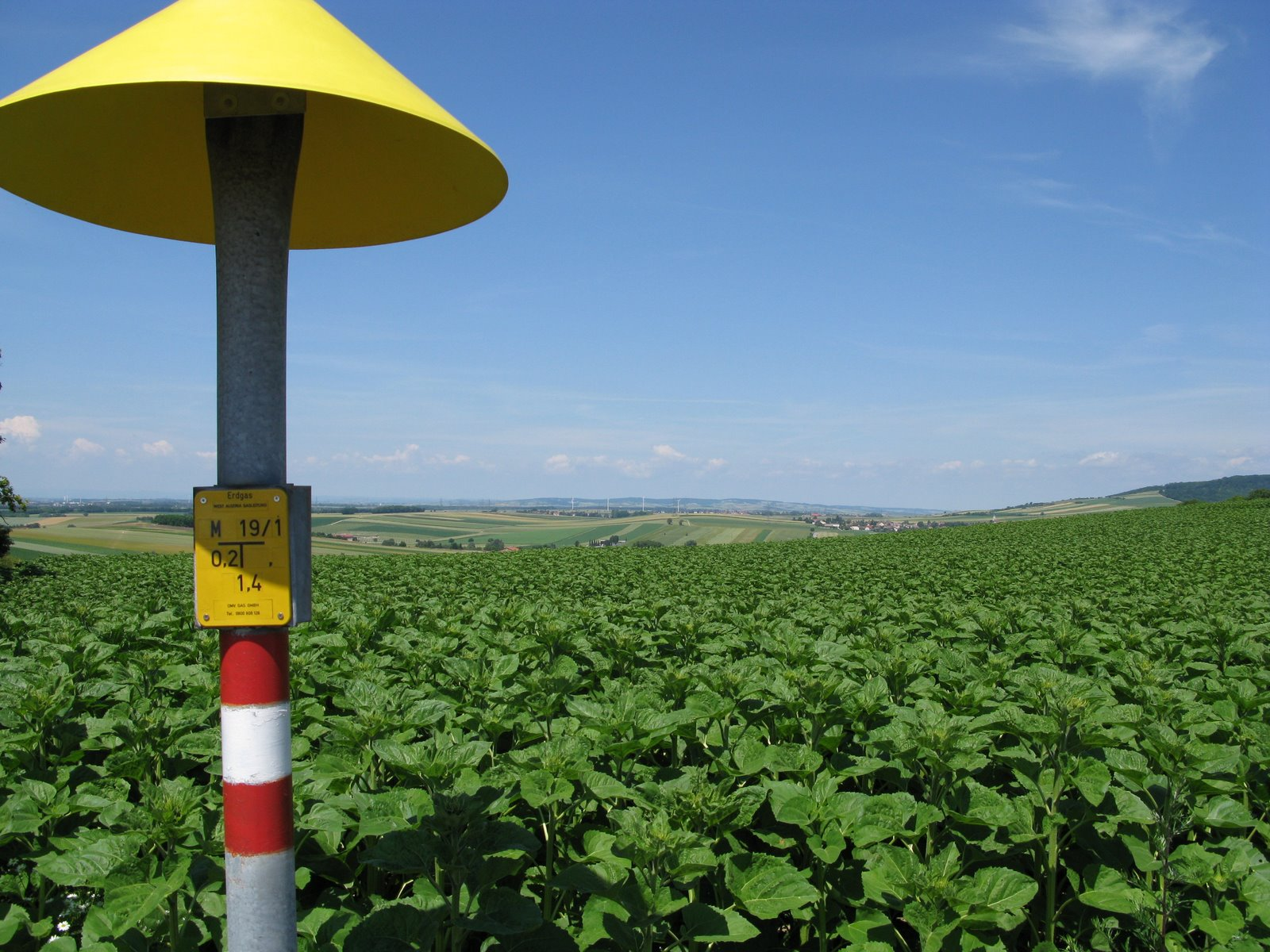
Les environs d’Oberrohbach, district de Korneuburg.

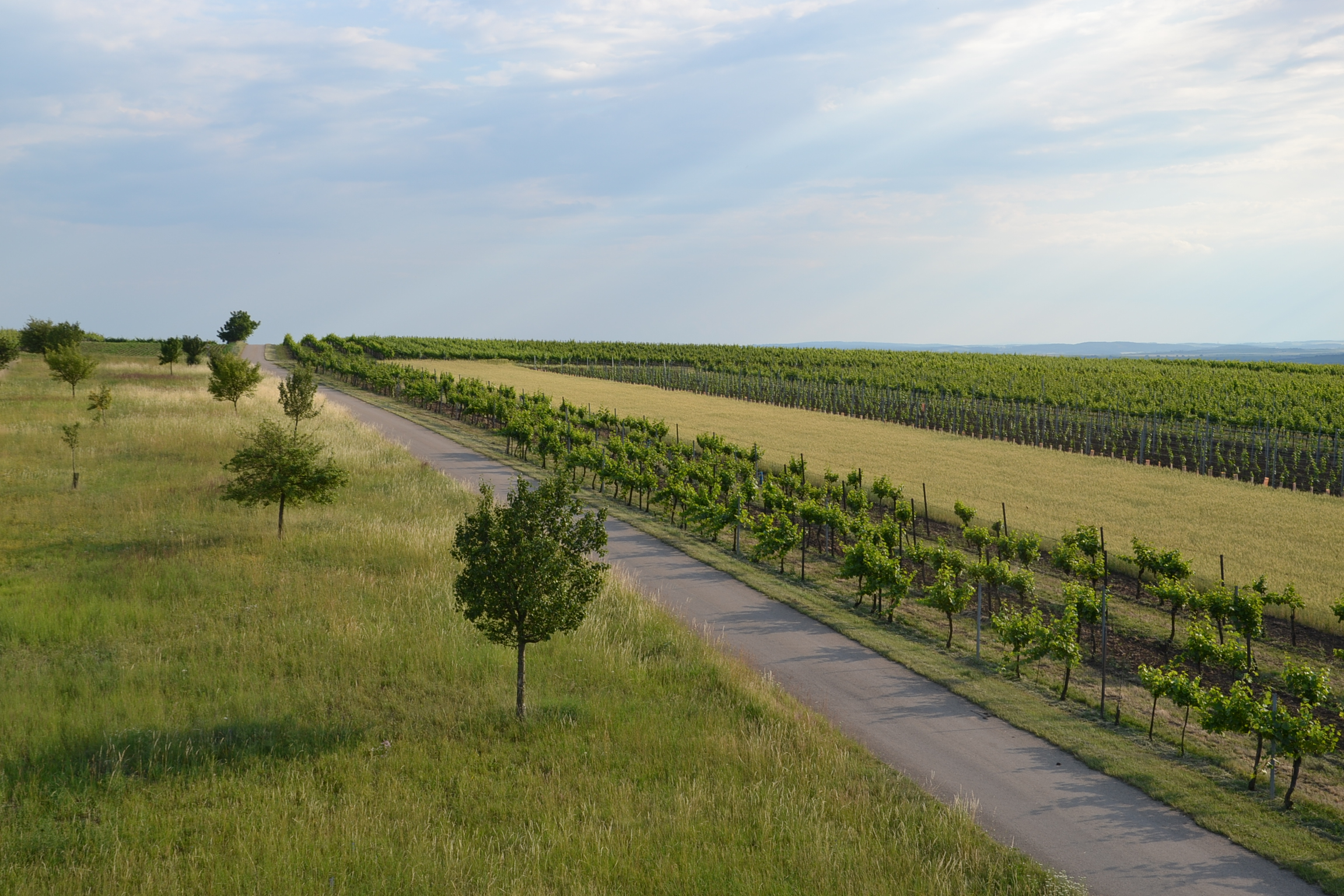
Les environs d’Unterretzbach.

Même le Weinviertel s'est trouvé affecté par le Premier siège de Vienne de 1529, puisque toute la région fut pillée par les Akindjis, une armée d'environ 20 000 cavaliers ottomans : cela se traduisit par une forte diminution de la population.
La Contre-Réforme ne gagna ce pays largement converti aux idées de la Réforme qu'à partir des années 1570. Une praguerie, en 1597, fut brutalement réprimée. Longtemps, il sembla que la Guerre de Trente Ans allait épargner le Weinviertel, puisqu'au début de ce long conflit, seul un village de la Brünner Straße fut pillé, alors que le comte Heinrich Matthias von Thurn marchait sur Vienne à la tête de l'armée des hussites ; or, vers la fin de la guerre la situation empira encore :l'un des ultimes combats se déroula à Jankau en Bohême, à environ 60 km au sud-est de Prague. Le 6 mars 1645, une armée suédoise commandée par le maréchal Lennart Torstensson assiégea l'armée impériale du maréchal Melchior von Hatzfeldt, ouvrant aux Suédois la route de Vienne. L’armée suédoise ravagea le Weinviertel, laissant de beaux châteaux forts tels Staatz ou Falkenstein en ruines. Le marché de Gaunersdorf (qui est l'actuel bourg de Gaweinstal) fut entièrement incendié ainsi que Mistelbach.
L'échec du second siège de Vienne (1683) s'accompagna de nouveaux pillages dans la région, avec des déplacements de population.
La bataille d'Hollabrunn (16 novembre 1805), prélude à la bataille d'Austrelitz qui opposa les Français aux Austro-russes, a été narrée par Tolstoï dans Guerre et Paix. Au printemps 1809 les armées autrichienne, russe et française se sont poursuivies à travers le Weinviertel. Les troubles révolutionnaires de 1848 se sont soldés par l'abolition de la tenure. Au terme de la Première Guerre mondiale, avec l’effondrement de la Monarchie de Habsbourg, le Weinviertel redevint une province frontalière, privée désormais des ressources de son Hinterland naturel.
À l’issue de l’annexion de l'Autriche au Reich en mars 1938, le Weinviertel devint une composante du Gau Niederdonau. Dans les derniers jours de la Deuxième Guerre mondiale, cette région fut le théâtre des plus intenses combats du conflit sur sol autrichien : il y avait en effet à Zistersdorf les derniers puits de pétrole encore exploitables par le Troisième Reich, ce qui en faisait l’un des objectifs essentiels de l’Armée rouge, lorsque celle-ci, dans sa course vers l’ouest, franchit la Morava le 6 avril 1945. La Wehrmacht et les Waffen-SS livrèrent là un combat désespéré ; ces poches de résistances furent débordées par les Russes dans le courant du mois d'avril.
Au terme de l'armistice, le Weinviertel se retrouva dans la zone soviétique, et la population fut d'abord livrée aux représailles de l’Armée Rouge. Les troupes soviétiques se sont retirées en 1955. L'ouverture des frontières avec la Hongrie communiste, puis la chute du Mur de Berlin (1989) ont été très bénéfiques pour le nord du Weinviertel, qui depuis 2003 forme le cœur d'une eurorégion : Centrope.

## Tourisme

### Manifestations artistiques
La vie culturelle du pays est rythmée par le festival du Weinviertel, les spectacles estivaux de Stockerau et les représentations du Theater Westliches Weinviertel (TWW), ainsi que par le festival du film en plein air (Filmhof) d’Asparn an der Zaya, le festival musical de Staatz et le théâtre de marionnettes de Mistelbach. Mais il y a bien d'autres manifestations dans la région : le festival Con Anima à Ernstbrunn, les spectacles son et lumière du château de Kirchstetten à Neudorf et le mémorial Gottfried-von-Einem à Oberdürnbach/Gemeinde Maissau. Avec quelque 50 000 visiteurs sur 2 jours, la « fête du potiron » du Retzer Land est l'une des fêtes les plus populaires du Weinviertel, ainsi que les spectacles de cavalerie de Dürnkrut et de Jedenspeigen (en alternance d'une année sur l'autre) qui attirent environ 20 000 spectateurs en 2 jours.

### Châteaux forts

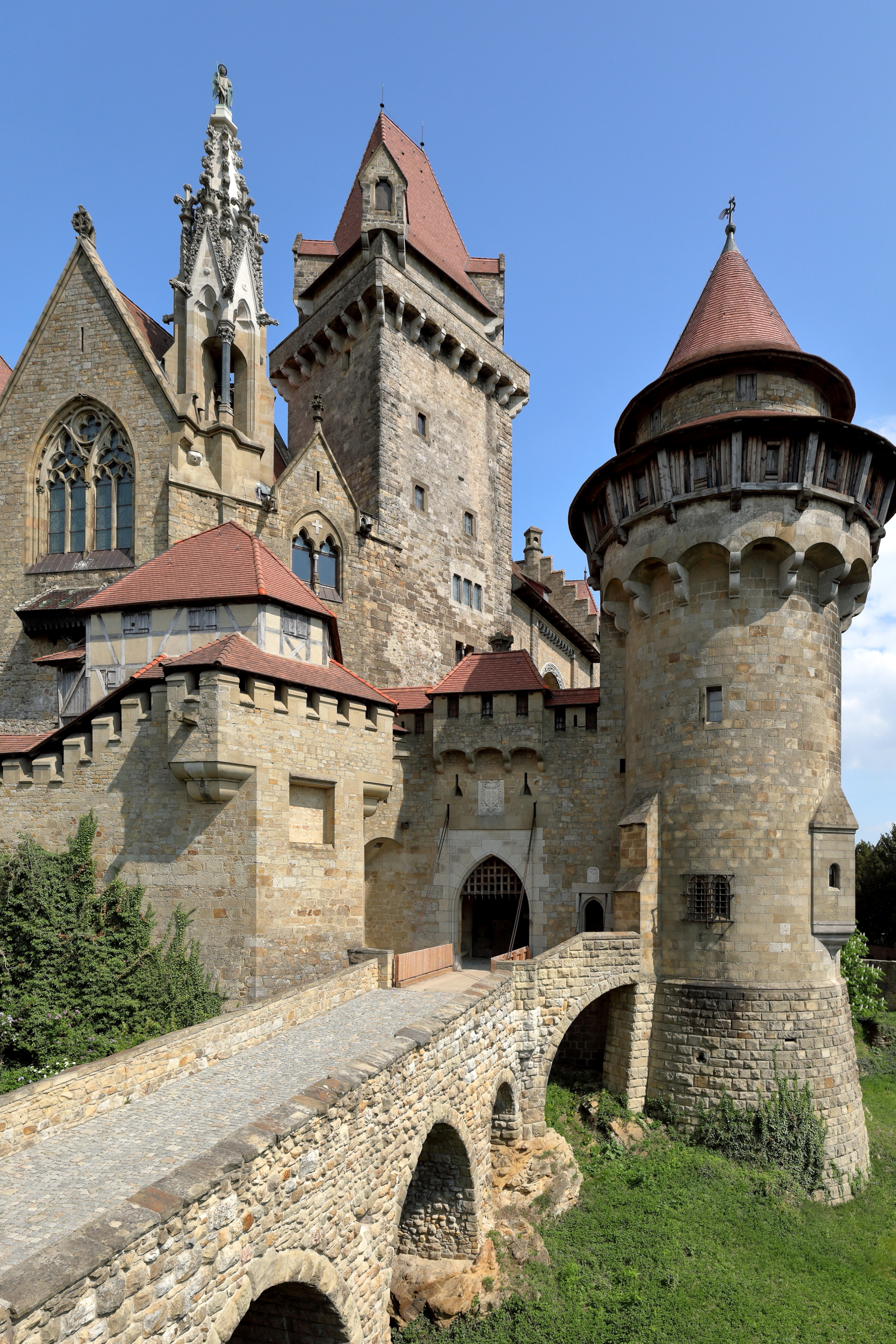
Le Château de Kreuzenstein : un exemple de reconstitution néo-gothique du XIX dans le sud du Weinviertel.

Les châteaux forts en ruines de Falkenstein et de Staatz, qui se dressaient au sommet de falaises calcaires escarpées, passaient pour imprenables jusqu'à ce que les Suédois les fassent tomber au cours de la guerre de Trente Ans. Le Burg Kreuzenstein, détruit lui aussi au cours de ce conflit, a été reconstruit au XIXe siècle.
Le donjon de Palterndorf est le dernier donjon médiéval encore debout au nord du Danube. Le château d'Asparn est un exemple de transition entre l'architecture défensive médiévale et les manoirs de la Renaissance.

### Autres châteaux
Pratiquement chaque village a son château : la plupart ont repris l’emplacement d'un château fort médiéval, surtout à l'ère baroque comme le château de Kirchstetten ou le château de Wilfersdorf. Les plus somptueux sont le château de Schönborn (Johann Lucas von Hildebrandt), les châteaux du Marchfeld : château de Niederweiden, château de Hof et château de Thürnthal.
À l'époque du Classicisme et du Romantisme, l'attention se porta davantage sur les aménagements intérieurs, comme au château de Loosdorf, ou les parcs, comme les allées de Heldenberg.